# Nesogale
Nesogale – rodzaj ssaka z podrodziny ryżorków (Oryzorictinae) w obrębie rodziny tenrekowatych (Tenrecidae).

## Rozmieszczenie geograficzne
Rodzaj obejmuje gatunki występujące endemicznie na Madagaskarze.

## Morfologia
Długość ciała (bez ogona) 87–138 mm, długość ogona 89–158 mm, długość ucha 15–23 mm, długość tylnej stopy 20–28 mm; masa ciała 21–48 g.

## Systematyka
Rodzaj zdefiniował w 1918 roku angielski zoolog Oldfield Thomas w artykule zatytułowanym O układzie małych Tenrecidae, dotychczas określanych jako Oryzorictes i Microgale, opublikowanym w czasopiśmie „The Annals and Magazine of Natural History”. Gatunkiem typowym jest (oryginalne oznaczenie) tenreczek puszysty (N. dobsoni). 

### Etymologia
Nesogale: gr. νησος nēsos ‘wyspa’ ; γαλεή galeē lub γαλή galē ‘łasica’.

### Podział systematyczny
Takson wyodrębniony z Microgale od którego oddzielił się najprawdopodobniej 19 milionów lat temu. Do rodzaju należą następujące gatunki:
| Grafika | Gatunek           | Autor i rok opisu     | Nazwa zwyczajowa   | Podgatunki         | Rozmieszczenie geograficzne                                                                                            | Podstawowe wymiary                            | Status IUCN |
| ------- | ----------------- | --------------------- | ------------------ | ------------------ | --- | --------------------------------------------- | ----------- |
|         | Nesogale dobsoni  | (O. Thomas, 1884)     | tenreczek puszysty | gatunek monotypowy | północna, północne i centralne wyżyny, wschodnia i południowo-wschodnia część wyspy; zakres wysokości: 0–2500 m n.p.m. | DC: 8,7–11,6 cm DO: 9,2–12,8 cm MC: 21–48 g   | LC          |
|         | Nesogale talazaci | (Forsyth Major, 1896) | tenreczek wyżynny  | gatunek monotypowy | północna, północne i centralne wyżyny, wschodnia i południowo-wschodnia część wyspy; zakres wysokości: 0–2300 m n.p.m. | DC: 10,5–13,8 cm DO: 10,3–15,8 cm MC: 32–47 g | LC          |

Kategorie IUCN:  LC  – gatunek najmniejszej troski.